# Тур WTA 1996
Тур WTA 1996 — серія елітних професійних тенісних турнірів, які проходили під егідою Жіночої тенісної асоціації (WTA) упродовж сезону. Календар Туру WTA містив 51 турнір: турніри Великого шолома (під егідою Міжнародної тенісної федерації (ITF)), Фінал WTA, Олімпійський турнір та турніри 1-4 категорій. Сезон тривав з січня до листопада 1996 року.

## Графік
Нижче наведено повний розклад  турнірів сезону, включаючи перелік тенісистів, які дійшли на турнірах щонайменше до чвертьфіналу.
Позначення
| Турніри Великого шолома |
| Олімпійські Ігри        |
| Фінал WTA               |
| Турніри 1 категорії     |
| Турніри 2 категорії     |
| Турніри 3 категорії     |
| Турніри 4 категорії     |
| Командні турніри        |

### Січень
| Тиждень           | Турнір | Чемпіонки                                          | Фіналістки                          | Півфіналістки                                                                                 | Чвертьфіналістки                                                   |
| ----------------- | --- | -------------------------------------------------- | ----------------------------------- | --------------------------------------------------------------------------------------------- | ------------------------------------------------------------------ |
| 1 січня           | Hyundai Hopman Cup Перт, Австралія ITF Mixed Teams Championships A$1,000,000 – Тверде (i) – 9 teams (RR)                                                      | Хорватія · 2–1                                     | Швейцарія                           | Груповий турнір (група A) Сполучені Штати Америки · Південно-Африканська Республіка · Франція | Груповий турнір (група B) Німеччина · Австралія · Нідерланди       |
| 1 січня           | Amway Classic Окленд (Нова Зеландія), Нова Зеландія Tier IV event $107,500 - Тверде - 32S/16D Одиночний розряд - Парний розряд                                | Сандра Качіч 6–3, 1–6, 6–4                         | Барбара Паулюс                      | Флоренсія Лабат Лі Фан                                                                        | Жулі Алар-Декюжі Забіне Гак Ріта Гранде Карін Кшвендт              |
| 1 січня           | Amway Classic Окленд (Нова Зеландія), Нова Зеландія Tier IV event $107,500 - Тверде - 32S/16D Одиночний розряд - Парний розряд                                | Ельс Калленс Жулі Алар-Декюжі 6–1, 6–0             | Джилл Гетерінгтон Крістін Кунс      | Флоренсія Лабат Лі Фан                                                                        | Жулі Алар-Декюжі Забіне Гак Ріта Гранде Карін Кшвендт              |
| 8 січня           | Schweppes Tasmanian International Гобарт, Австралія Tier IV event $107,500 - Тверде - 32S/16D Одиночний розряд - Парний розряд                                | Жулі Алар-Декюжі 6–1, 6–2                          | Ендо Мана                           | Ван Ші-тін Флоренсія Лабат                                                                    | Юдіт Візнер Сільвія Фаріна-Елія Вірхінія Руано Паскуаль Суґіяма Ай |
| 8 січня           | Schweppes Tasmanian International Гобарт, Австралія Tier IV event $107,500 - Тверде - 32S/16D Одиночний розряд - Парний розряд                                | Басукі Яюк Нагацука Кьоко 7–6, 6–3                 | Керрі-Енн Г'юз Пак Сон Хі           | Ван Ші-тін Флоренсія Лабат                                                                    | Юдіт Візнер Сільвія Фаріна-Елія Вірхінія Руано Паскуаль Суґіяма Ай |
| 8 січня           | Peters International Сідней, Австралія Tier II event $342,500 - Тверде - 28S/16D Одиночний розряд - Парний розряд                                             | Моніка Селеш 4–6, 7–6, 6–3                         | Ліндсі Девенпорт                    | Бренда Шульц-Маккарті Дате-Крумм Кіміко                                                       | Маріан де Свардт Мері Джо Фернандес Ніколь Брадтке Чанда Рубін     |
| 8 січня           | Peters International Сідней, Австралія Tier II event $342,500 - Тверде - 28S/16D Одиночний розряд - Парний розряд                                             | Ліндсі Девенпорт Мері Джо Фернандес 6–3, 6–3       | Лорі Макніл Гелена Сукова           | Бренда Шульц-Маккарті Дате-Крумм Кіміко                                                       | Маріан де Свардт Мері Джо Фернандес Ніколь Брадтке Чанда Рубін     |
| 15 січня 22 січня | Відкритий чемпіонат Австралії з тенісу Мельбурн, Австралія Турніри Великого шлема $3,970,600 - Тверде - 128S/64D/32X Одиночний розряд - Парний розряд - Мікст | Моніка Селеш 6–4, 6–1                              | Анке Губер                          | Чанда Рубін Аманда Кетцер                                                                     | Іва Майолі Аранча Санчес Вікаріо Мартіна Хінгіс Кончіта Мартінес   |
| 15 січня 22 січня | Відкритий чемпіонат Австралії з тенісу Мельбурн, Австралія Турніри Великого шлема $3,970,600 - Тверде - 128S/64D/32X Одиночний розряд - Парний розряд - Мікст | Чанда Рубін Аранча Санчес Вікаріо 7–5, 2–6, 6–4    | Ліндсі Девенпорт Мері Джо Фернандес | Чанда Рубін Аманда Кетцер                                                                     | Іва Майолі Аранча Санчес Вікаріо Мартіна Хінгіс Кончіта Мартінес   |
| 15 січня 22 січня | Відкритий чемпіонат Австралії з тенісу Мельбурн, Австралія Турніри Великого шлема $3,970,600 - Тверде - 128S/64D/32X Одиночний розряд - Парний розряд - Мікст | Лариса Савченко-Нейланд Марк Вудфорд 4–6, 7–5, 6–0 | Ніколь Арендт Люк Єнсен             | Чанда Рубін Аманда Кетцер                                                                     | Іва Майолі Аранча Санчес Вікаріо Мартіна Хінгіс Кончіта Мартінес   |
| 29 січня          | Toray Pan Pacific Open Tokyo, Японія Tier I event $926,250 - Килим (i) - 28S/16D Одиночний розряд - Парний розряд                                             | Іва Майолі 6–4, 6–1                                | Аранча Санчес Вікаріо               | Мартіна Хінгіс Кончіта Мартінес                                                               | Моніка Селеш Савамацу Наоко Магдалена Малеєва Ліндсі Девенпорт     |
| 29 січня          | Toray Pan Pacific Open Tokyo, Японія Tier I event $926,250 - Килим (i) - 28S/16D Одиночний розряд - Парний розряд                                             | Джиджі Фернандес Наташа Звєрєва 7–6, 6–3           | Маріан де Свардт Іріна Спирля       | Мартіна Хінгіс Кончіта Мартінес                                                               | Моніка Селеш Савамацу Наоко Магдалена Малеєва Ліндсі Девенпорт     |

### Лютий
| Тиждень   | Турнір | Чемпіонки                                             | Фіналістки                    | Півфіналістки                         | Чвертьфіналістки                                             |
| --------- | --- | ----------------------------------------------------- | ----------------------------- | ------------------------------------- | ------------------------------------------------------------ |
| 13 лютого | Open Gaz de France Paris, Франція Tier II event $450,000 - Килим (i) - 28S/16D Одиночний розряд - Парний розряд       | Жулі Алар-Декюжі 7–5, 7–6                             | Іва Майолі                    | Магдалена Малеєва Сільвія Фаріна-Елія | Наталі Деші Міріам Ореманс Петра Бегеров Анке Губер          |
| 13 лютого | Open Gaz de France Paris, Франція Tier II event $450,000 - Килим (i) - 28S/16D Одиночний розряд - Парний розряд       | Крісті Богерт Яна Новотна 6–4, 6–3                    | Жулі Алар-Декюжі Наталі Тозья | Магдалена Малеєва Сільвія Фаріна-Елія | Наталі Деші Міріам Ореманс Петра Бегеров Анке Губер          |
| 19 лютого | Faber Grand Prix Ессен, Німеччина Tier II event $450,000 - Килим (i) - 28S/16D Одиночний розряд - Парний розряд       | Іва Майолі 7–5, 1–6, 7–6(8–6)                         | Яна Новотна                   | Оса Свенссон Анке Губер               | Ельс Калленс Ренне Стаббс Дженніфер Капріаті Барбара Ріттнер |
| 19 лютого | Faber Grand Prix Ессен, Німеччина Tier II event $450,000 - Килим (i) - 28S/16D Одиночний розряд - Парний розряд       | Мередіт Макґрат Лариса Савченко-Нейланд 3–6, 6–3, 6–2 | Лорі Макніл Гелена Сукова     | Оса Свенссон Анке Губер               | Ельс Калленс Ренне Стаббс Дженніфер Капріаті Барбара Ріттнер |
| 20 лютого | IGA Tennis Classic Оклахома-Сіті, USA Tier III event $164,250 - Тверде (i) - 32S/16D Одиночний розряд - Парний розряд | Бренда Шульц-Маккарті 6–3, 6–2                        | Аманда Кетцер                 | Чанда Рубін Олена Лиховцева           | Катріна Адамс Йоаннетта Крюгер Емі Фрейзер Ліза Реймонд      |
| 20 лютого | IGA Tennis Classic Оклахома-Сіті, USA Tier III event $164,250 - Тверде (i) - 32S/16D Одиночний розряд - Парний розряд | Чанда Рубін Бренда Шульц-Маккарті 6–4, 6–3            | Катріна Адамс Деббі Грем      | Чанда Рубін Олена Лиховцева           | Катріна Адамс Йоаннетта Крюгер Емі Фрейзер Ліза Реймонд      |
| 26 лютого | EA-Generali Ladies Linz Лінц, Австрія Tier III event $164,250 - Килим (i) - 32S/16D Одиночний розряд - Парний розряд  | Сабін Аппельманс 6–2, 6–4                             | Жулі Алар-Декюжі              | Олена Макарова Гелена Сукова          | Лоранс Куртуа Юдіт Візнер Оса Свенссон Яна Новотна           |
| 26 лютого | EA-Generali Ladies Linz Лінц, Австрія Tier III event $164,250 - Килим (i) - 32S/16D Одиночний розряд - Парний розряд  | Манон Боллеграф Мередіт Макґрат 6–4, 6–4              | Ренне Стаббс Гелена Сукова    | Олена Макарова Гелена Сукова          | Лоранс Куртуа Юдіт Візнер Оса Свенссон Яна Новотна           |

### Березень
| Тиждень    | Турнір | Чемпіонки                                  | Фіналістки                              | Півфіналістки                      | Чвертьфіналістки                                            |
| ---------- | --- | ------------------------------------------ | --------------------------------------- | ---------------------------------- | ----------------------------------------------------------- |
| 8 березня  | Newsweek Champions Cup and the State Farm Evert Cup Індіан-Веллс (Каліфорнія), USA Tier I event $550,000 - Тверде - 56S/28D Одиночний розряд - Парний розряд | Штеффі Граф 7–6, 7–6                       | Кончіта Мартінес                        | Ліндсі Девенпорт Дате-Крумм Кіміко | Аманда Кетцер Чанда Рубін Наталі Тозья Ліндсі Лі            |
| 8 березня  | Newsweek Champions Cup and the State Farm Evert Cup Індіан-Веллс (Каліфорнія), USA Tier I event $550,000 - Тверде - 56S/28D Одиночний розряд - Парний розряд | Чанда Рубін Бренда Шульц-Маккарті 6–1, 6–4 | Жулі Алар-Декюжі Наталі Тозья           | Ліндсі Девенпорт Дате-Крумм Кіміко | Аманда Кетцер Чанда Рубін Наталі Тозья Ліндсі Лі            |
| 21 березня | Lipton Championships Маямі, USA Tier I event $1,550,000 - Тверде - 96S/48D Одиночний розряд - Парний розряд                                                  | Штеффі Граф 6–1, 6–3                       | Чанда Рубін                             | Ліндсі Девенпорт Каріна Габшудова  | Дате-Крумм Кіміко Анке Губер Габріела Сабатіні Іріна Спирля |
| 21 березня | Lipton Championships Маямі, USA Tier I event $1,550,000 - Тверде - 96S/48D Одиночний розряд - Парний розряд                                                  | Яна Новотна Аранча Санчес Вікаріо 6–4, 6–4 | Мередіт Макґрат Лариса Савченко-Нейланд | Ліндсі Девенпорт Каріна Габшудова  | Дате-Крумм Кіміко Анке Губер Габріела Сабатіні Іріна Спирля |

### Квітень
| Тиждень   | Турнір | Чемпіонки                                                                                       | Фіналістки                                                                                  | Півфіналістки                            | Чвертьфіналістки                                                         |
| --------- | --- | ----------------------------------------------------------------------------------------------- | ------------------------------------------------------------------------------------------- | ---------------------------------------- | ------------------------------------------------------------------------ |
| 1 квітня  | Family Circle Cup Гілтон-Гед-Айленд (Південна Кароліна), USA Tier I event $926,250 - Ґрунт - 28S/16D Одиночний розряд - Парний розряд | Аранча Санчес Вікаріо 6–2, 2–6, 6–2                                                             | Барбара Паулюс                                                                              | Кончіта Мартінес Яна Новотна             | Петра Бегеров Іріна Спирля Іва Майолі Забіне Гак                         |
| 1 квітня  | Family Circle Cup Гілтон-Гед-Айленд (Південна Кароліна), USA Tier I event $926,250 - Ґрунт - 28S/16D Одиночний розряд - Парний розряд | Яна Новотна Аранча Санчес Вікаріо 6–2, 6–3                                                      | Джиджі Фернандес Мері Джо Фернандес                                                         | Кончіта Мартінес Яна Новотна             | Петра Бегеров Іріна Спирля Іва Майолі Забіне Гак                         |
| 8 квітня  | Bausch & Lomb Championships Амелія (острів), USA Tier II event $450,000 - Ґрунт - 56S/28D Одиночний розряд - Парний розряд            | Іріна Спирля 6–7, 6–4, 6–3                                                                      | Марі П'єрс                                                                                  | Мері Джо Фернандес Аранча Санчес Вікаріо | Кончіта Мартінес Забіне Гак Барбара Шетт Мередіт Макґрат                 |
| 8 квітня  | Bausch & Lomb Championships Амелія (острів), USA Tier II event $450,000 - Ґрунт - 56S/28D Одиночний розряд - Парний розряд            | Чанда Рубін Аранча Санчес Вікаріо 6–1, 6–1                                                      | Мередіт Макґрат Лариса Савченко-Нейланд                                                     | Мері Джо Фернандес Аранча Санчес Вікаріо | Кончіта Мартінес Забіне Гак Барбара Шетт Мередіт Макґрат                 |
| 8 квітня  | Danamon Open Джакарта, Індонезія Tier III event $164,250 - Тверде - 32S/16D Одиночний розряд - Парний розряд                          | Лінда Вілд W/O                                                                                  | Басукі Яюк                                                                                  | Кадзімута Наоко Лоранс Куртуа            | Сабін Аппельманс Хіракі Ріка Клаудія Порвік Нагацука Кьоко               |
| 8 квітня  | Danamon Open Джакарта, Індонезія Tier III event $164,250 - Тверде - 32S/16D Одиночний розряд - Парний розряд                          | Хіракі Ріка Кадзімута Наоко 7–6(7–2), 7–5                                                       | Лоранс Куртуа Нансі Фебер                                                                   | Кадзімута Наоко Лоранс Куртуа            | Сабін Аппельманс Хіракі Ріка Клаудія Порвік Нагацука Кьоко               |
| 15 квітня | Відкритий чемпіонат Японії з тенісу Tokyo, Японія Tier III event $164,250 - Тверде - 32S/16D Одиночний розряд - Парний розряд         | Дате-Крумм Кіміко 7–5, 6–4                                                                      | Емі Фрейзер                                                                                 | Суґіяма Ай Кадзімута Наоко               | Карін Кшвендт Катаріна Студенікова Кімберлі По Коріна Мораріу            |
| 15 квітня | Відкритий чемпіонат Японії з тенісу Tokyo, Японія Tier III event $164,250 - Тверде - 32S/16D Одиночний розряд - Парний розряд         | Дате-Крумм Кіміко Суґіяма Ай 7–6, 6–7, 6–3                                                      | Емі Фрейзер Кімберлі По                                                                     | Суґіяма Ай Кадзімута Наоко               | Карін Кшвендт Катаріна Студенікова Кімберлі По Коріна Мораріу            |
| 22 квітня | Fed Cup First Round Зальцбург, Австрія, Ґрунт Tokyo, Японія, Тверде (i) Ам'єн, Франція, Ґрунт Мурсія, Іспанія, Ґрунт                  | Перемогли в першому раунді Сполучені Штати Америки 3-2 · Японія 3-2 · Франція 3–2 · Іспанія 3-2 | Програли в першому раунді Австрія · Німеччина · Аргентина · Південно-Африканська Республіка |                                          |                                                                          |
| 29 квітня | "M" Electronika Cup Бол Tier IV event $107,500 - Ґрунт - 32S/16D Одиночний розряд - Парний розряд                                     | Глорія Піццікіні 6–0, 6–2                                                                       | Сільвія Талая                                                                               | Сандра Чеккіні Паола Суарес              | Сандра Клейнова Сандра Допфер Даллі Рандріантефі Йоаннетта Крюгер        |
| 29 квітня | "M" Electronika Cup Бол Tier IV event $107,500 - Ґрунт - 32S/16D Одиночний розряд - Парний розряд                                     | Лаура Монтальво Паола Суарес 6–7, 6–3, 6–4                                                      | Алексія Дешом-Баллере Александра Фусаї                                                      | Сандра Чеккіні Паола Суарес              | Сандра Клейнова Сандра Допфер Даллі Рандріантефі Йоаннетта Крюгер        |
| 29 квітня | Rexona Cup Гамбург, Німеччина Tier II event $450,000 - Ґрунт - 28S/14D Одиночний розряд - Парний розряд                               | Аранча Санчес Вікаріо 4–6, 7–6, 6–0                                                             | Кончіта Мартінес                                                                            | Жулі Алар-Декюжі Марі П'єрс              | Анхелес Монтоліо Бренда Шульц-Маккарті Мартіна Хінгіс Руксандра Драгомір |
| 29 квітня | Rexona Cup Гамбург, Німеччина Tier II event $450,000 - Ґрунт - 28S/14D Одиночний розряд - Парний розряд                               | Аранча Санчес Вікаріо Бренда Шульц-Маккарті 4–6, 7–6, 6–4                                       | Джиджі Фернандес Мартіна Хінгіс                                                             | Жулі Алар-Декюжі Марі П'єрс              | Анхелес Монтоліо Бренда Шульц-Маккарті Мартіна Хінгіс Руксандра Драгомір |

### Травень
| Тиждень            | Турнір | Чемпіонки                                                  | Фіналістки                      | Півфіналістки                                                              | Чвертьфіналістки |
| ------------------ | --- | ---------------------------------------------------------- | ------------------------------- | -------------------------------------------------------------------------- | --- |
| 6 травня           | Budapest Lotto Open Будапешт, Угорщина Tier IV event $107,500 - Ґрунт - 32S/16D Одиночний розряд - Парний розряд                                      | Руксандра Драгомір 7–6(8–6), 6–1                           | Мелані Шнелль                   | Елена Пампулова Ріта Куті-Кіш                                              | Жулі Алар-Декюжі Меган Шонессі Андреа Темешварі Дениса Крайчовичова                                                     |
| 6 травня           | Budapest Lotto Open Будапешт, Угорщина Tier IV event $107,500 - Ґрунт - 32S/16D Одиночний розряд - Парний розряд                                      | Катріна Адамс Деббі Грем 6–3, 7–6(7–3)                     | Радка Бобкова Ева Меліхарова    | Елена Пампулова Ріта Куті-Кіш                                              | Жулі Алар-Декюжі Меган Шонессі Андреа Темешварі Дениса Крайчовичова                                                     |
| 6 травня           | Internazionali d'Italia Rome, Італія Tier I event $926,250 - Ґрунт - 56S/28D Одиночний розряд - Парний розряд                                         | Кончіта Мартінес 6–2, 6–3                                  | Мартіна Хінгіс                  | Іріна Спирля Іва Майолі                                                    | Штеффі Граф Аранча Санчес Вікаріо Наталі Тозья Магдалена Малеєва                                                        |
| 6 травня           | Internazionali d'Italia Rome, Італія Tier I event $926,250 - Ґрунт - 56S/28D Одиночний розряд - Парний розряд                                         | Аранча Санчес Вікаріо Іріна Спирля 6–4, 3–6, 6–3           | Джиджі Фернандес Мартіна Хінгіс | Іріна Спирля Іва Майолі                                                    | Штеффі Граф Аранча Санчес Вікаріо Наталі Тозья Магдалена Малеєва                                                        |
| 13 травня          | WTA German Open Berlin, Німеччина Tier I event $926,250 - Ґрунт - 56S/28D Одиночний розряд - Парний розряд                                            | Штеффі Граф 4–6, 6–2, 7–5                                  | Каріна Габшудова                | Іва Майолі Олена Лиховцева                                                 | Наталі Тозья Барбара Паулюс Анке Губер Аранча Санчес Вікаріо                                                            |
| 13 травня          | WTA German Open Berlin, Німеччина Tier I event $926,250 - Ґрунт - 56S/28D Одиночний розряд - Парний розряд                                            | Мередіт Макґрат Лариса Савченко-Нейланд 6–1, 5–7, 7–6(7–4) | Мартіна Хінгіс Гелена Сукова    | Іва Майолі Олена Лиховцева                                                 | Наталі Тозья Барбара Паулюс Анке Губер Аранча Санчес Вікаріо                                                            |
| 13 травня          | Rover British Clay Court Championships Кардіфф, Great Britain Tier IV event $107,500 - Ґрунт - 32S/16D Одиночний розряд - Парний розряд               | Домінік Монамі 6–4, 6–2                                    | Лоранс Куртуа                   | Генрієта Надьова Патрісія Гай-Буле                                         | Кадзімута Наоко Александра Фусаї Міріам Ореманс Маріан де Свардт                                                        |
| 13 травня          | Rover British Clay Court Championships Кардіфф, Great Britain Tier IV event $107,500 - Ґрунт - 32S/16D Одиночний розряд - Парний розряд               | Катріна Адамс Маріан де Свардт 6–0, 6–4                    | Ельс Калленс Лоранс Куртуа      | Генрієта Надьова Патрісія Гай-Буле                                         | Кадзімута Наоко Александра Фусаї Міріам Ореманс Маріан де Свардт                                                        |
| 20 травня          | Internationaux de Strasbourg Страсбург, Франція Tier III event $164,250 - Ґрунт - 32S/16D Одиночний розряд - Парний розряд                            | Ліндсі Девенпорт 6–3, 7–6(8–6)                             | Барбара Паулюс                  | Юдіт Візнер Катаріна Студенікова                                           | Анке Губер Наталі Тозья Алексія Дешом-Баллере Енні Міллер                                                               |
| 20 травня          | Internationaux de Strasbourg Страсбург, Франція Tier III event $164,250 - Ґрунт - 32S/16D Одиночний розряд - Парний розряд                            | Басукі Яюк Ніколь Брадтке 5–7, 6–4, 6–4                    | Маріанн Вердел Темі Вітлінгер   | Юдіт Візнер Катаріна Студенікова                                           | Анке Губер Наталі Тозья Алексія Дешом-Баллере Енні Міллер                                                               |
| 20 травня          | World Doubles Cup Единбург, Шотландія $188,125 - Ґрунт - 8D Парний розряд                                                                             | Ніколь Арендт Манон Боллеграф 6–3, 2–6, 7–6                | Джиджі Фернандес Наташа Звєрєва | Катріна Адамс / Маріан де Свардт Мередіт Макґрат / Лариса Савченко-Нейланд | Олена Макарова / Євгенія Манюкова Зіна Гаррісон / Кеті Ріналді Патрісія Тарабіні / Vis Джилл Гетерінгтон / Крістін Кунс |
| 20 травня          | Páginas Amarillas Open Мадрид, Іспанія Tier II event $250,000 - Ґрунт - 28S/14D Одиночний розряд - Парний розряд                                      | Яна Новотна 4–6, 6–4, 6–3                                  | Магдалена Малеєва               | Моніка Селеш Аранча Санчес Вікаріо                                         | Іріна Спирля Людмила Ріхтерова Бренда Шульц-Маккарті Аманда Кетцер                                                      |
| 20 травня          | Páginas Amarillas Open Мадрид, Іспанія Tier II event $250,000 - Ґрунт - 28S/14D Одиночний розряд - Парний розряд                                      | Яна Новотна Аранча Санчес Вікаріо 7–6(7–4), 6–2            | Сабін Аппельманс Міріам Ореманс | Моніка Селеш Аранча Санчес Вікаріо                                         | Іріна Спирля Людмила Ріхтерова Бренда Шульц-Маккарті Аманда Кетцер                                                      |
| 27 травня 3 червня | Відкритий чемпіонат Франції з тенісу Paris, Франція Турніри Великого шлема $4,456,343 - Ґрунт - 128S/64D/32X Одиночний розряд - Парний розряд - Мікст | Штеффі Граф 6–3, 6–7(4–7), 10–8                            | Аранча Санчес Вікаріо           | Кончіта Мартінес Яна Новотна                                               | Іва Майолі Ліндсі Девенпорт Каріна Габшудова Моніка Селеш                                                               |
| 27 травня 3 червня | Відкритий чемпіонат Франції з тенісу Paris, Франція Турніри Великого шлема $4,456,343 - Ґрунт - 128S/64D/32X Одиночний розряд - Парний розряд - Мікст | Ліндсі Девенпорт Мері Джо Фернандес 6–2, 6–1               | Джиджі Фернандес Наташа Звєрєва | Кончіта Мартінес Яна Новотна                                               | Іва Майолі Ліндсі Девенпорт Каріна Габшудова Моніка Селеш                                                               |
| 27 травня 3 червня | Відкритий чемпіонат Франції з тенісу Paris, Франція Турніри Великого шлема $4,456,343 - Ґрунт - 128S/64D/32X Одиночний розряд - Парний розряд - Мікст | Патрісія Тарабіні Хав'єр Франа 6–2, 6–2                    | Ніколь Арендт Люк Єнсен         | Кончіта Мартінес Яна Новотна                                               | Іва Майолі Ліндсі Девенпорт Каріна Габшудова Моніка Селеш                                                               |

### Червень
| Тиждень           | Турнір | Чемпіонки                                              | Фіналістки                              | Півфіналістки                        | Чвертьфіналістки                                                   |
| ----------------- | --- | ------------------------------------------------------ | --------------------------------------- | ------------------------------------ | ------------------------------------------------------------------ |
| 10 червня         | DFS Classic Бірмінгем, Great Britain Tier III event $164,250 - Трава - 56S/28D Одиночний розряд - Парний розряд                                                | Мередіт Макґрат 2–6, 6–4, 6–4                          | Наталі Тозья                            | Бренда Шульц-Маккарті Міріам Ореманс | Лариса Савченко-Нейланд Ельс Калленс Крістіна Сінгер Лоранс Куртуа |
| 10 червня         | DFS Classic Бірмінгем, Great Britain Tier III event $164,250 - Трава - 56S/28D Одиночний розряд - Парний розряд                                                | Елізабет Смайлі Лінда Вілд 6–3, 3–6, 6–1               | Лорі Макніл Наталі Тозья                | Бренда Шульц-Маккарті Міріам Ореманс | Лариса Савченко-Нейланд Ельс Калленс Крістіна Сінгер Лоранс Куртуа |
| 17 червня         | Continental Championships and the Wilkinson Lady Championships Rosmalen, Нідерланди Tier III event $164,250 - Трава - 32S/16D Одиночний розряд - Парний розряд | Анке Губер 6–4, 7–6                                    | Гелена Сукова                           | Юдіт Візнер Руксандра Драгомір       | Іва Майолі Крісті Богерт Лариса Савченко-Нейланд Домінік Монамі    |
| 17 червня         | Continental Championships and the Wilkinson Lady Championships Rosmalen, Нідерланди Tier III event $164,250 - Трава - 32S/16D Одиночний розряд - Парний розряд | Лариса Савченко-Нейланд Бренда Шульц-Маккарті 6–4, 7–6 | Крісті Богерт Гелена Сукова             | Юдіт Візнер Руксандра Драгомір       | Іва Майолі Крісті Богерт Лариса Савченко-Нейланд Домінік Монамі    |
| 18 червня         | Direct Line International Championships Істборн, Great Britain Tier II event $363,000 - Трава - 28S/16D Одиночний розряд - Парний розряд                       | Моніка Селеш 6–0, 6–2                                  | Мері Джо Фернандес                      | Наталі Тозья Яна Новотна             | Інес Горрочатегі Ліза Реймонд Басукі Яюк Кончіта Мартінес          |
| 18 червня         | Direct Line International Championships Істборн, Great Britain Tier II event $363,000 - Трава - 28S/16D Одиночний розряд - Парний розряд                       | Яна Новотна Аранча Санчес Вікаріо 4–6, 7–5, 6–4        | Розалін Феербенк Пем Шрайвер            | Наталі Тозья Яна Новотна             | Інес Горрочатегі Ліза Реймонд Басукі Яюк Кончіта Мартінес          |
| 24 червня 1 липня | Вімблдонський турнір London, Great Britain Турніри Великого шлема $3,392,408 - Трава - 128S/64D/32X Одиночний розряд - Парний розряд - Мікст                   | Штеффі Граф 6–3, 7–5                                   | Аранча Санчес Вікаріо                   | Дате-Крумм Кіміко Мередіт Макґрат    | Яна Новотна Марі П'єрс Юдіт Візнер Мері Джо Фернандес              |
| 24 червня 1 липня | Вімблдонський турнір London, Great Britain Турніри Великого шлема $3,392,408 - Трава - 128S/64D/32X Одиночний розряд - Парний розряд - Мікст                   | Мартіна Хінгіс Гелена Сукова 5–7, 7–5, 6–1             | Мередіт Макґрат Лариса Савченко-Нейланд | Дате-Крумм Кіміко Мередіт Макґрат    | Яна Новотна Марі П'єрс Юдіт Візнер Мері Джо Фернандес              |
| 24 червня 1 липня | Вімблдонський турнір London, Great Britain Турніри Великого шлема $3,392,408 - Трава - 128S/64D/32X Одиночний розряд - Парний розряд - Мікст                   | Гелена Сукова Цирил Сук 1–6, 6–3, 6–2                  | Лариса Савченко-Нейланд Марк Вудфорд    | Дате-Крумм Кіміко Мередіт Макґрат    | Яна Новотна Марі П'єрс Юдіт Візнер Мері Джо Фернандес              |

### Липень
| Тиждень  | Турнір | Чемпіонки                                                       | Фіналістки                            | Півфіналістки                                   | Чвертьфіналістки                                                     |
| -------- | --- | --------------------------------------------------------------- | ------------------------------------- | ----------------------------------------------- | -------------------------------------------------------------------- |
| 8 липня  | Fed Cup Semifinals Нагоя, Японія, Килим (i) Байонна, Франція, Килим (i)                                                       | Перемогли в півфіналі Сполучені Штати Америки 5–0 · Іспанія 3-2 | Програли в півфіналі Японія · Франція |                                                 |                                                                      |
| 15 липня | Internazionali Femminili di Palermo Палермо, Італія Tier IV event $107,500 - Ґрунт - 32S/16D Одиночний розряд - Парний розряд | Барбара Шетт 6–3, 6–3                                           | Забіне Гак                            | Яна Кандарр Сільвія Фаріна-Елія                 | Стефані Девіль Сандра Допфер Сара Пітковскі-Малькор Генрієта Надьова |
| 15 липня | Internazionali Femminili di Palermo Палермо, Італія Tier IV event $107,500 - Ґрунт - 32S/16D Одиночний розряд - Парний розряд | Жанетта Гусарова Барбара Шетт 6–1, 6–2                          | Флоренсія Лабат Барбара Ріттнер       | Яна Кандарр Сільвія Фаріна-Елія                 | Стефані Девіль Сандра Допфер Сара Пітковскі-Малькор Генрієта Надьова |
| 23 липня | Теніс на літніх Олімпійських іграх Атланта, USA Теніс на Олімпійських іграх Тверде - 64S/32D Одиночний розряд - Парний розряд | Золото                                                          | Срібло                                | Бронза                                          | Fourth Place                                                         |
| 23 липня | Теніс на літніх Олімпійських іграх Атланта, USA Теніс на Олімпійських іграх Тверде - 64S/32D Одиночний розряд - Парний розряд | Ліндсі Девенпорт 7–6(8), 6–2                                    | Аранча Санчес Вікаріо                 | Яна Новотна 7–6(8), 6–4                         | Мері Джо Фернандес                                                   |
| 23 липня | Теніс на літніх Олімпійських іграх Атланта, USA Теніс на Олімпійських іграх Тверде - 64S/32D Одиночний розряд - Парний розряд | Джиджі Фернандес Мері Джо Фернандес 7–6(6), 6–4                 | Яна Новотна Гелена Сукова             | Кончіта Мартінес Аранча Санчес Вікаріо 6–1, 6–3 | Манон Боллеграф Бренда Шульц-Маккарті                                |

### Серпень
| Тиждень             | Турнір | Чемпіонки                                              | Фіналістки                                    | Півфіналістки                   | Чвертьфіналістки                                                    |
| ------------------- | --- | ------------------------------------------------------ | --------------------------------------------- | ------------------------------- | ------------------------------------------------------------------- |
| 5 серпня            | Du Maurier Open Торонто, Ontario, Канада Tier I event $926,250 - Тверде - 56S/28D Одиночний розряд - Парний розряд                                | Моніка Селеш 6–1, 7–6                                  | Аранча Санчес Вікаріо                         | Басукі Яюк Кімберлі По          | Магдалена Малеєва Емі Фрейзер Мері Джо Фернандес Флоренсія Лабат    |
| 5 серпня            | Du Maurier Open Торонто, Ontario, Канада Tier I event $926,250 - Тверде - 56S/28D Одиночний розряд - Парний розряд                                | Лариса Савченко-Нейланд Аранча Санчес Вікаріо 7–6, 6–1 | Мері Джо Фернандес Гелена Сукова              | Басукі Яюк Кімберлі По          | Магдалена Малеєва Емі Фрейзер Мері Джо Фернандес Флоренсія Лабат    |
| 5 серпня            | Meta Styrian Open Maria Lankowitz, Австрія Tier IV event $107,500 - Ґрунт - 32S/16D Одиночний розряд - Парний розряд                              | Барбара Паулюс 0-0 ret                                 | Сандра Чеккіні                                | Стефані Девіль Сільвія Талая    | Петра Лангрова Крістіна Торренс-Валеро Беттіна Фулько Ленка Ценкова |
| 5 серпня            | Meta Styrian Open Maria Lankowitz, Австрія Tier IV event $107,500 - Ґрунт - 32S/16D Одиночний розряд - Парний розряд                              | Жанетта Гусарова Наталія Медведєва 6–4, 7–5            | Ленка Ценкова Катержина Крупова               | Стефані Девіль Сільвія Талая    | Петра Лангрова Крістіна Торренс-Валеро Беттіна Фулько Ленка Ценкова |
| 12 серпня           | Acura Classic Мангеттен-Біч (Каліфорнія), USA Tier II event $450,000 - Тверде - 56S/28D Одиночний розряд - Парний розряд                          | Ліндсі Девенпорт 6–2 6–3                               | Анке Губер                                    | Штеффі Граф Каріна Габшудова    | Емі Фрейзер Аманда Кетцер Дате-Крумм Кіміко Іріна Спирля            |
| 12 серпня           | Acura Classic Мангеттен-Біч (Каліфорнія), USA Tier II event $450,000 - Тверде - 56S/28D Одиночний розряд - Парний розряд                          | Ліндсі Девенпорт Наташа Звєрєва 6–1, 6–4               | Емі Фрейзер Кімберлі По                       | Штеффі Граф Каріна Габшудова    | Емі Фрейзер Аманда Кетцер Дате-Крумм Кіміко Іріна Спирля            |
| 19 серпня           | Toshiba Classic Сан-Дієго, USA Tier II event $450,000 - Тверде - 28S/16D Одиночний розряд - Парний розряд                                         | Дате-Крумм Кіміко 3–6, 6–3, 6–0                        | Аранча Санчес Вікаріо                         | Яна Новотна Кончіта Мартінес    | Катаріна Студенікова Сандрін Тестю Габріела Сабатіні Наталі Тозья   |
| 19 серпня           | Toshiba Classic Сан-Дієго, USA Tier II event $450,000 - Тверде - 28S/16D Одиночний розряд - Парний розряд                                         | Джиджі Фернандес Кончіта Мартінес 4–6, 6–3, 6–4        | Лариса Савченко-Нейланд Аранча Санчес Вікаріо | Яна Новотна Кончіта Мартінес    | Катаріна Студенікова Сандрін Тестю Габріела Сабатіні Наталі Тозья   |
| 26 серпня 2 вересня | Відкритий чемпіонат США з тенісу Нью-Йорк, USA Турніри Великого шлема $4,624,000 - Тверде - 128S/64D/32X Одиночний розряд - Парний розряд - Мікст | Штеффі Граф 7–5, 6–4                                   | Моніка Селеш                                  | Мартіна Хінгіс Кончіта Мартінес | Юдіт Візнер Яна Новотна Лінда Вілд Аманда Кетцер                    |
| 26 серпня 2 вересня | Відкритий чемпіонат США з тенісу Нью-Йорк, USA Турніри Великого шлема $4,624,000 - Тверде - 128S/64D/32X Одиночний розряд - Парний розряд - Мікст | Джиджі Фернандес Наташа Звєрєва 1–6, 6–1, 6–4          | Яна Новотна Аранча Санчес Вікаріо             | Мартіна Хінгіс Кончіта Мартінес | Юдіт Візнер Яна Новотна Лінда Вілд Аманда Кетцер                    |
| 26 серпня 2 вересня | Відкритий чемпіонат США з тенісу Нью-Йорк, USA Турніри Великого шлема $4,624,000 - Тверде - 128S/64D/32X Одиночний розряд - Парний розряд - Мікст | Ліза Реймонд Патрік Гелбрайт 7–6, 7–6                  | Манон Боллеграф Рік Ліч                       | Мартіна Хінгіс Кончіта Мартінес | Юдіт Візнер Яна Новотна Лінда Вілд Аманда Кетцер                    |

### Вересень
| Тиждень    | Турнір | Чемпіонки                                    | Фіналістки                      | Півфіналістки                      | Чвертьфіналістки                                                        |
| ---------- | --- | -------------------------------------------- | ------------------------------- | ---------------------------------- | ----------------------------------------------------------------------- |
| 10 вересня | Pupp Czech Open Карлові Вари, Чехія Tier IV event $160,000 - Ґрунт - 32S/16D Одиночний розряд - Парний розряд                 | Руксандра Драгомір 6–2, 3–6, 6–4             | Патті Шнідер                    | Ленка Ценкова Катаріна Студенікова | Флора Перфетті Генрієта Надьова Еммануель Гальярді Сільвія Талая        |
| 10 вересня | Pupp Czech Open Карлові Вари, Чехія Tier IV event $160,000 - Ґрунт - 32S/16D Одиночний розряд - Парний розряд                 | Каріна Габшудова Гелена Сукова 3–6, 6–3, 6–2 | Ева Мартінцова Елена Пампулова  | Ленка Ценкова Катаріна Студенікова | Флора Перфетті Генрієта Надьова Еммануель Гальярді Сільвія Талая        |
| 16 вересня | Nichirei International Championships Tokyo, Японія Tier II event $450,000 - Тверде - 28S/14D Одиночний розряд - Парний розряд | Моніка Селеш 6–1, 6–4                        | Аранча Санчес Вікаріо           | Дате-Крумм Кіміко Кімберлі По      | Савамацу Наоко Аманда Кетцер Марі П'єрс Ван Ші-тін                      |
| 16 вересня | Nichirei International Championships Tokyo, Японія Tier II event $450,000 - Тверде - 28S/14D Одиночний розряд - Парний розряд | Аманда Кетцер Марі П'єрс 6–3, 7–6            | Пак Сон Хі Ван Ші-тін           | Дате-Крумм Кіміко Кімберлі По      | Савамацу Наоко Аманда Кетцер Марі П'єрс Ван Ші-тін                      |
| 16 вересня | Warsaw Cup by Heros Варшава, Польща Tier III event $164,250 - Ґрунт - 32S/16D Одиночний розряд - Парний розряд                | Генрієта Надьова 3–6, 6–2, 6–1               | Барбара Паулюс                  | Жанетта Гусарова Каріна Габшудова  | Катаріна Студенікова Флора Перфетті Сільвія Фаріна-Елія Кетеліна Крістя |
| 16 вересня | Warsaw Cup by Heros Варшава, Польща Tier III event $164,250 - Ґрунт - 32S/16D Одиночний розряд - Парний розряд                | Ольга Лугіна Елена Пампулова 1–6, 6–4, 7–5   | Александра Фусаї Лаура Гарроне  | Жанетта Гусарова Каріна Габшудова  | Катаріна Студенікова Флора Перфетті Сільвія Фаріна-Елія Кетеліна Крістя |
| 23 вересня | Fed Cup Final Атлантик-Сіті, NJ, США, Килим (i)                                                                               | Сполучені Штати Америки · 5-0                | Іспанія                         |                                    |                                                                         |
| 30 вересня | Sparkassen Cup Лейпциг, Німеччина Tier II event $450,000 - Килим (i) - 28S/12D Одиночний розряд - Парний розряд               | Анке Губер 5–7, 6–3, 6–1                     | Іва Майолі                      | Штеффі Граф Гелена Сукова          | Юдіт Візнер Магдалена Малеєва Ліндсі Девенпорт Аранча Санчес Вікаріо    |
| 30 вересня | Sparkassen Cup Лейпциг, Німеччина Tier II event $450,000 - Килим (i) - 28S/12D Одиночний розряд - Парний розряд               | Крісті Богерт Наталі Тозья 6–4, 6–4          | Сабін Аппельманс Міріам Ореманс | Штеффі Граф Гелена Сукова          | Юдіт Візнер Магдалена Малеєва Ліндсі Девенпорт Аранча Санчес Вікаріо    |

### Жовтень
| Тиждень   | Турнір | Чемпіонки                                               | Фіналістки                       | Півфіналістки                    | Чвертьфіналістки                                                              |
| --------- | --- | ------------------------------------------------------- | -------------------------------- | -------------------------------- | ----------------------------------------------------------------------------- |
| 7 жовтня  | Porsche Tennis Grand Prix Фільдерштадт, Німеччина Tier II event $450,000 - Тверде (i) - 28S/16D Одиночний розряд - Парний розряд | Мартіна Хінгіс 6–2, 3–6, 6–3                            | Анке Губер                       | Ліндсі Девенпорт Юдіт Візнер     | Аранча Санчес Вікаріо Яна Новотна Іва Майолі Кончіта Мартінес                 |
| 7 жовтня  | Porsche Tennis Grand Prix Фільдерштадт, Німеччина Tier II event $450,000 - Тверде (i) - 28S/16D Одиночний розряд - Парний розряд | Ніколь Арендт Яна Новотна 6–2, 6–3                      | Мартіна Хінгіс Гелена Сукова     | Ліндсі Девенпорт Юдіт Візнер     | Аранча Санчес Вікаріо Яна Новотна Іва Майолі Кончіта Мартінес                 |
| 7 жовтня  | Wismilak International Сурабая, Індонезія Tier IV event $155,340 - Тверде - 32S/16D Одиночний розряд - Парний розряд             | Ван Ші-тін 6–4, 6–0                                     | Міягі Нана                       | Адріана Герші Йосіда Юка         | Людмила Ріхтерова Наталі Деші Іноуе Харука Сара Пітковскі-Малькор             |
| 7 жовтня  | Wismilak International Сурабая, Індонезія Tier IV event $155,340 - Тверде - 32S/16D Одиночний розряд - Парний розряд             | Александра Фусаї Керрі-Енн Г'юз 6–4, 6–4                | Тіна Кріжан Нелле ван Лоттум     | Адріана Герші Йосіда Юка         | Людмила Ріхтерова Наталі Деші Іноуе Харука Сара Пітковскі-Малькор             |
| 14 жовтня | European Indoors Цюрих, Швейцарія Tier I event $926,250 - Килим (i) - 28S/16D Одиночний розряд - Парний розряд                   | Яна Новотна 6–2, 6–2                                    | Мартіна Хінгіс                   | Анке Губер Іва Майолі            | Сабін Аппельманс Сільвія Фаріна-Елія Дженніфер Капріаті Бренда Шульц-Маккарті |
| 14 жовтня | European Indoors Цюрих, Швейцарія Tier I event $926,250 - Килим (i) - 28S/16D Одиночний розряд - Парний розряд                   | Мартіна Хінгіс Гелена Сукова 7–5, 6–4                   | Ніколь Арендт Наташа Звєрєва     | Анке Губер Іва Майолі            | Сабін Аппельманс Сільвія Фаріна-Елія Дженніфер Капріаті Бренда Шульц-Маккарті |
| 14 жовтня | Salem Open Beijing and the Nokia Open Пекін, КНР Tier IV event $107,500 - Тверде (i) - 32S/16D Одиночний розряд - Парний розряд  | Ван Ші-тін 6–3, 6–4                                     | Чень Лі-Лін                      | Тамарін Танасугарн Сандрін Тестю | Лінда Вілд Кадзімута Наоко Ендо Мана Басукі Яюк                               |
| 14 жовтня | Salem Open Beijing and the Nokia Open Пекін, КНР Tier IV event $107,500 - Тверде (i) - 32S/16D Одиночний розряд - Парний розряд  | Кадзімута Наоко Саекі Міхо 7–5, 6–4                     | Хосокі Юко Такума Кадзуе         | Тамарін Танасугарн Сандрін Тестю | Лінда Вілд Кадзімута Наоко Ендо Мана Басукі Яюк                               |
| 21 жовтня | Challenge Bell Квебек (місто), Канада Tier III event $164,250 - Килим (i) - 32S/16D Одиночний розряд - Парний розряд             | Ліза Реймонд 6–4, 6–4                                   | Ельс Калленс                     | Темі Вітлінгер Олена Лиховцева   | Бренда Шульц-Маккарті Кімберлі По Флоренсія Лабат Джолен Ватанабе             |
| 21 жовтня | Challenge Bell Квебек (місто), Канада Tier III event $164,250 - Килим (i) - 32S/16D Одиночний розряд - Парний розряд             | Деббі Грем Бренда Шульц-Маккарті 6–1, 6–4               | Емі Фрейзер Кімберлі По          | Темі Вітлінгер Олена Лиховцева   | Бренда Шульц-Маккарті Кімберлі По Флоренсія Лабат Джолен Ватанабе             |
| 21 жовтня | SEAT Open Люксембург (місто), Люксембург Tier III event $164,250 - Килим (i) - 32S/16D Одиночний розряд - Парний розряд          | Анке Губер 6–3, 6–0                                     | Каріна Габшудова                 | Анн-Гель Сідо Барбара Паулюс     | Наташа Звєрєва Катаріна Студенікова Сабін Аппельманс Генрієта Надьова         |
| 21 жовтня | SEAT Open Люксембург (місто), Люксембург Tier III event $164,250 - Килим (i) - 32S/16D Одиночний розряд - Парний розряд          | Крісті Богерт Наталі Тозья 2–6, 6–4, 6–2                | Барбара Ріттнер Домінік Монамі   | Анн-Гель Сідо Барбара Паулюс     | Наташа Звєрєва Катаріна Студенікова Сабін Аппельманс Генрієта Надьова         |
| 28 жовтня | Кубок Кремля Moscow, Росія Tier III event $400,000 - Килим (i) - 30S/16D Одиночний розряд - Парний розряд                        | Кончіта Мартінес 6–1, 4–6, 6–4                          | Барбара Паулюс                   | Сабін Аппельманс Барбара Шетт    | Катаріна Студенікова Руксандра Драгомір Олена Татаркова Олена Макарова        |
| 28 жовтня | Кубок Кремля Moscow, Росія Tier III event $400,000 - Килим (i) - 30S/16D Одиночний розряд - Парний розряд                        | Наталія Медведєва Лариса Савченко-Нейланд 7–6, 4–6, 6–1 | Сільвія Фаріна-Елія Барбара Шетт | Сабін Аппельманс Барбара Шетт    | Катаріна Студенікова Руксандра Драгомір Олена Татаркова Олена Макарова        |
| 28 жовтня | Ameritech Cup Чикаго, USA Tier II event $450,000 - Килим (i) - 28S/16D Одиночний розряд - Парний розряд                          | Яна Новотна 6–4, 3–6, 6–1                               | Дженніфер Капріаті               | Моніка Селеш Мартіна Хінгіс      | Іріна Спирля Мередіт Макґрат Ліндсі Девенпорт Бренда Шульц-Маккарті           |
| 28 жовтня | Ameritech Cup Чикаго, USA Tier II event $450,000 - Килим (i) - 28S/16D Одиночний розряд - Парний розряд                          | Ліза Реймонд Ренне Стаббс 6–1, 6–1                      | Анджела Леттьєр Міягі Нана       | Моніка Селеш Мартіна Хінгіс      | Іріна Спирля Мередіт Макґрат Ліндсі Девенпорт Бренда Шульц-Маккарті           |

### Листопад
| Тиждень      | Турнір | Чемпіонки                                    | Фіналістки                        | Півфіналістки                      | Чвертьфіналістки                                                          |
| ------------ | --- | -------------------------------------------- | --------------------------------- | ---------------------------------- | ------------------------------------------------------------------------- |
| 4 листопада  | Bank of the West Classic Окленд (Каліфорнія), USA Tier II event $450,000 - Килим (i) - 28S/16D Одиночний розряд - Парний розряд      | Мартіна Хінгіс 6–2, 6–0                      | Моніка Селеш                      | Іріна Спирля Бренда Шульц-Маккарті | Кімберлі По Олена Лиховцева Лінда Вілд Ліндсі Девенпорт                   |
| 4 листопада  | Bank of the West Classic Окленд (Каліфорнія), USA Tier II event $450,000 - Килим (i) - 28S/16D Одиночний розряд - Парний розряд      | Ліндсі Девенпорт Мері Джо Фернандес 6–1, 6–3 | Іріна Спирля Наталі Тозья         | Іріна Спирля Бренда Шульц-Маккарті | Кімберлі По Олена Лиховцева Лінда Вілд Ліндсі Девенпорт                   |
| 11 листопада | Advanta Championships of Philadelphia Філадельфія, USA Tier II event $450,000 - Килим (i) - 28S/16D Одиночний розряд - Парний розряд | Яна Новотна 6–4 ret                          | Штеффі Граф                       | Маріанн Вердел Басукі Яюк          | Чанда Рубін Барбара Паулюс Енні Міллер Ліза Реймонд                       |
| 11 листопада | Advanta Championships of Philadelphia Філадельфія, USA Tier II event $450,000 - Килим (i) - 28S/16D Одиночний розряд - Парний розряд | Ліза Реймонд Ренне Стаббс 6–4, 3–6, 6–3      | Ніколь Арендт Лорі Макніл         | Маріанн Вердел Басукі Яюк          | Чанда Рубін Барбара Паулюс Енні Міллер Ліза Реймонд                       |
| 18 листопада | Chase Championships New York City, USA Фінал WTA $2,000,000 - Килим (i) - 16S/8D Одиночний розряд - Парний розряд                    | Штеффі Граф 6–3, 4–6, 6–0, 4–6, 6–0          | Мартіна Хінгіс                    | Яна Новотна Іва Майолі             | Ліндсі Девенпорт Аранча Санчес Вікаріо Кончіта Мартінес Дате-Крумм Кіміко |
| 18 листопада | Chase Championships New York City, USA Фінал WTA $2,000,000 - Килим (i) - 16S/8D Одиночний розряд - Парний розряд                    | Ліндсі Девенпорт Мері Джо Фернандес 6–3, 6–2 | Яна Новотна Аранча Санчес Вікаріо | Яна Новотна Іва Майолі             | Ліндсі Девенпорт Аранча Санчес Вікаріо Кончіта Мартінес Дате-Крумм Кіміко |
| 18 листопада | Volvo Women's Open Паттайя, Таїланд Tier IV event $107,500 - Тверде - 32S/16D Одиночний розряд - Парний розряд                       | Руксандра Драгомір 7–6, 6–4                  | Тамарін Танасугарн                | Деніса Хладкова Генрієта Надьова   | Саекі Міхо Флоренсія Лабат Жанетта Гусарова Йосіда Юка                    |
| 18 листопада | Volvo Women's Open Паттайя, Таїланд Tier IV event $107,500 - Тверде - 32S/16D Одиночний розряд - Парний розряд                       | Саекі Міхо Йосіда Юка 6–2, 6–3               | Тіна Кріжан Міягі Нана            | Деніса Хладкова Генрієта Надьова   | Саекі Міхо Флоренсія Лабат Жанетта Гусарова Йосіда Юка                    |

## Рейтинги
Нижче наведено по двадцять перших на кінець року гравчинь у рейтингу WTA в одиночному та парному розряді.
| Одиночний розряд | Одиночний розряд            | Одиночний розряд | Одиночний розряд | Одиночний розряд |
| ---------------- | --------------------------- | ---------------- | ---------------- | ---------------- |
| Ранг             | Гравчиня                    | Пункти           | 1995             | Зміна            |
| 1                | Штеффі Граф (GER)           | 4,649            | 1                | =                |
| 2                | Моніка Селеш (USA)          | 4,056            | 1                | -1               |
| 3                | Аранча Санчес Вікаріо (ESP) | 3,668            | 3                | =                |
| 4                | Кончіта Мартінес (ESP)      | 3,180            | 2                | -2               |
| 5                | Яна Новотна (CZE)           | 3,087            | 11               | +6               |
| 6                | Мартіна Хінгіс (SUI)        | 3,051            | 16               | +10              |
| 7                | Анке Губер (GER)            | 2,689            | 10               | +3               |
| 8                | Іва Майолі (CRO)            | 2,647            | 9                | +1               |
| 9                | Ліндсі Девенпорт (USA)      | 2,357            | 12               | +2               |
| 10               | Іріна Спирля (ROU)          | 1,748            | 21               | +11              |
| 11               | Каріна Габшудова (SVK)      | 1,707            | 56               | +45              |
| 12               | Бренда Шульц-Маккарті (NED) | 1,559            | 13               | +1               |
| 13               | Барбара Паулюс (AUT)        | 1,492            | 23               | +9               |
| 14               | Аманда Кетцер (RSA)         | 1,484            | 19               | +5               |
| 15               | Юдіт Візнер (AUT)           | 1,451            | 25               | +10              |
| 16               | Наталі Тозья (FRA)          | 1,212            | 27               | +11              |
| 17               | Чанда Рубін (USA)           | 1,187            | 15               | -2               |
| 18               | Олена Лиховцева (RUS)       | 1,182            | 45               | +27              |
| 19               | Магдалена Малеєва (BUL)     | 1,126            | 6                | -13              |
| 20               | Жулі Алар-Декюжі (FRA)      | 1,111            | 50               | +30              |

| Парний розряд | Парний розряд                 | Парний розряд | Парний розряд | Парний розряд |
| ------------- | ----------------------------- | ------------- | ------------- | ------------- |
| Ранг          | Гравчиня                      | Пункти        | 1995          | Зміна         |
| 1             | Аранча Санчес Вікаріо (ESP)   | 6,273         | 1             | =             |
| 2             | Лариса Савченко-Нейланд (LAT) | 5,371         | 5             | -3            |
| 3             | Яна Новотна (CZE)             | 4,793         | 2             | -1            |
| 4             | Джиджі Фернандес (USA)        | 4,631         | 3             | -1            |
| 5             | Мері Джо Фернандес (USA)      | 4,590         | 10            | +5            |
| 6             | Гелена Сукова (CZE)           | 4,519         | 9             | +3            |
| 7             | Ліндсі Девенпорт (USA)        | 4,287         | 6             | -1            |
| 8             | Мередіт Макґрат (FRA)         | 4,163         | 7             | -1            |
| 9             | Наташа Звєрєва (BLR)          | 4,031         | 4             | -5            |
| 10            | Мартіна Хінгіс (SUI)          | 3,622         | 29            | +19           |
| 11            | Ніколь Арендт (USA)           | 3,289         | 11            | =             |
| 12            | Ліза Реймонд (USA)            | 2,809         | 16            | +4            |
| 13            | Лорі Макніл (USA)             | 2,580         | 15            | +2            |
| 14            | Наталі Тозья (FRA)            | 2,361         | 20            | +6            |
| 15            | Манон Боллеграф (NED)         | 2,312         | 8             | -7            |
| 16            | Чанда Рубін (USA)             | 2,253         | 33            | +15           |
| 17            | Крісті Богерт (NED)           | 2,250         | 33            | +16           |
| 18            | Бренда Шульц-Маккарті (NED)   | 2,209         | 12            | -6            |
| 19            | Кароліна Віс (NED)            | 2,198         | 39            | +20           |
| 20            | Басукі Яюк (INA)              | 2,185         | 53            | +33           |